# Trophée Éric Bompard de 2010
Trophée Éric Bompard de 2010 foi a vigésima quarta edição do Trophée Éric Bompard, um evento anual de patinação artística no gelo organizado pela Federação Francesa de Esportes no Gelo (em francês:  Federation Française des Sports de Glace), e que fez parte do Grand Prix de 2010–11. A competição foi disputada entre os dias 26 de novembro e 28 de novembro, na cidade de Paris, França.

## Eventos
- Individual masculino
- Individual feminino
- Duplas
- Dança no gelo

## Medalhistas
| Evento                        | Ouro                                         | Prata                                         | Bronze                                         |
| Individual masculino detalhes | Takahiko Kozuka · Japão                      | Florent Amodio · França                       | Brandon Mroz · Estados Unidos                  |
| Individual feminino detalhes  | Kiira Korpi · Finlândia                      | Mirai Nagasu · Estados Unidos                 | Alissa Czisny · Estados Unidos                 |
| Duplas detalhes               | Aliona Savchenko · Robin Szolkowy · Alemanha | Vera Bazarova · Yuri Larionov · Rússia        | Maylin Hausch · Daniel Wende · Alemanha        |
| Dança no gelo detalhes        | Nathalie Péchalat · Fabian Bourzat · França  | Ekaterina Riazanova · Ilia Tkachenko · Rússia | Madison Chock · Greg Zuerlein · Estados Unidos |

## Resultados

### Individual masculino

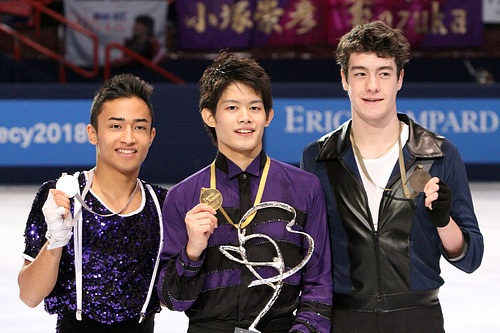
Pódio da competição masculina.

| Pos.              | Nome              | Nacionalidade  | Pontos | PC         | PL         |
| ----------------- | ----------------- | -------------- | ------ | ---------- | ---------- |
| Medalha de ouro   | Takahiko Kozuka   | Japão          | 248.07 | 77.64 (1)  | 170.43 (1) |
| Medalha de prata  | Florent Amodio    | França         | 229.38 | 75.62 (2)  | 153.76 (2) |
| Medalha de bronze | Brandon Mroz      | Estados Unidos | 214.31 | 72.46 (3)  | 141.85 (3) |
| 4                 | Kevin Reynolds    | Canadá         | 200.13 | 66.13 (7)  | 134.00 (4) |
| 5                 | Chafik Besseghier | França         | 185.69 | 70.33 (4)  | 115.36 (7) |
| 6                 | Nan Song          | China          | 181.53 | 62.88 (8)  | 118.65 (5) |
| 7                 | Peter Liebers     | Alemanha       | 177.54 | 66.53 (6)  | 111.01 (8) |
| 8                 | Anton Kovalevski  | Ucrânia        | 173.92 | 55.79 (9)  | 118.13 (6) |
| 9                 | Zoltán Kelemen    | Romênia        | 161.70 | 53.02 (10) | 108.68 (9) |
| WD                | Brian Joubert     | França         | —      | 66.95 (5)  | — (WD)     |

### Individual feminino

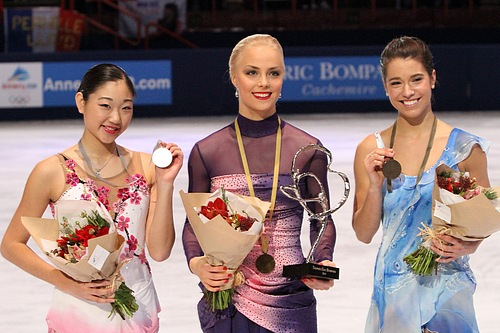
Pódio da competição feminina.

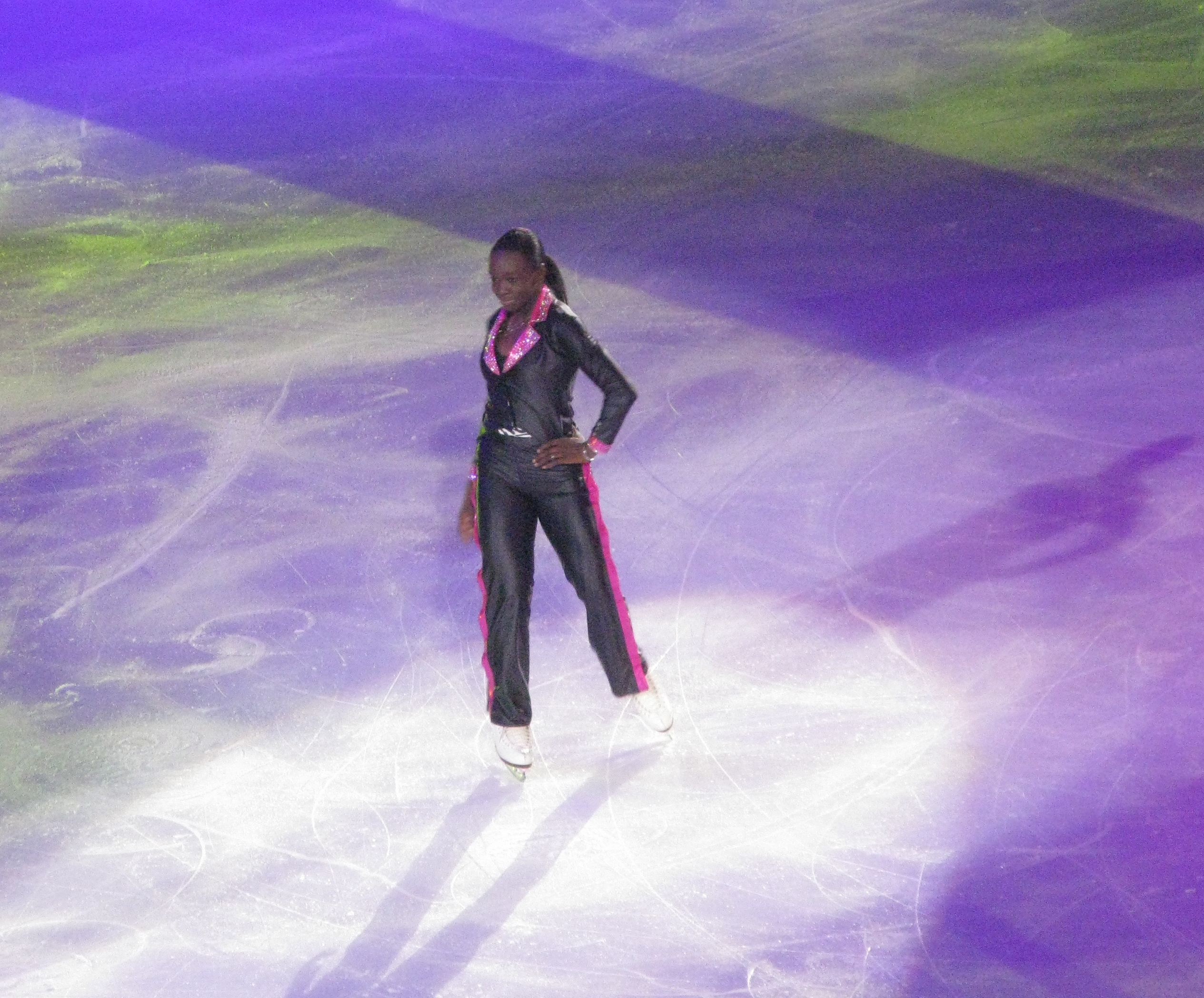
Maé Bérénice Méité.

| Pos.              | Nome               | Nacionalidade  | Pontos | PC         | PL         |
| ----------------- | ------------------ | -------------- | ------ | ---------- | ---------- |
| Medalha de ouro   | Kiira Korpi        | Finlândia      | 169.74 | 61.39 (1)  | 108.35 (2) |
| Medalha de prata  | Mirai Nagasu       | Estados Unidos | 167.79 | 58.72 (2)  | 109.07 (1) |
| Medalha de bronze | Alissa Czisny      | Estados Unidos | 159.80 | 55.50 (4)  | 104.30 (4) |
| 4                 | Cynthia Phaneuf    | Canadá         | 155.11 | 50.51 (6)  | 104.60 (3) |
| 5                 | Mao Asada          | Japão          | 148.02 | 50.10 (7)  | 97.92 (5)  |
| 6                 | Haruka Imai        | Japão          | 145.47 | 58.38 (3)  | 87.09 (9)  |
| 7                 | Sonia Lafuente     | Espanha        | 143.60 | 46.81 (8)  | 96.79 (6)  |
| 8                 | Fumie Suguri       | Japão          | 138.18 | 50.76 (5)  | 87.42 (8)  |
| 9                 | Maé Bérénice Méité | França         | 137.08 | 41.69 (11) | 95.39 (7)  |
| 10                | Sarah Hecken       | Alemanha       | 130.17 | 46.73 (9)  | 83.44 (10) |
| 11                | Candice Didier     | França         | 120.80 | 46.06 (10) | 74.74 (12) |
| 12                | Léna Marrocco      | França         | 113.31 | 38.39 (12) | 74.92 (11) |

### Duplas

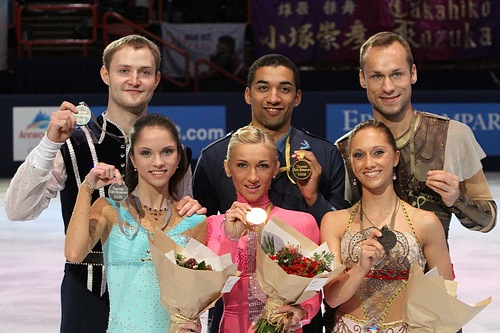
Pódio da competição de duplas.

| Pos.              | Nome                              | Nacionalidade    | Pontos | PC        | PL         |
| ----------------- | --------------------------------- | ---------------- | ------ | --------- | ---------- |
| Medalha de ouro   | Aliona Savchenko / Robin Szolkowy | Alemanha         | 197.88 | 66.65 (1) | 131.23 (1) |
| Medalha de prata  | Vera Bazarova / Yuri Larionov     | Rússia           | 183.00 | 64.18 (2) | 118.82 (2) |
| Medalha de bronze | Maylin Hausch / Daniel Wende      | Alemanha         | 157.42 | 54.02 (3) | 103.40 (3) |
| 4                 | Mylène Brodeur / John Mattatall   | Canadá           | 145.31 | 45.47 (4) | 99.84 (4)  |
| 5                 | Felicia Zhang / Taylor Toth       | Estados Unidos   | 127.48 | 40.93 (5) | 86.55 (5)  |
| 6                 | Klara Kadlecova / Petr Bidar      | República Tcheca | 112.08 | 39.32 (7) | 72.76 (6)  |
| 7                 | Anna Khnychenkova / Mark Magyar   | Hungria          | 110.13 | 39.46 (6) | 70.67 (7)  |

### Dança no gelo

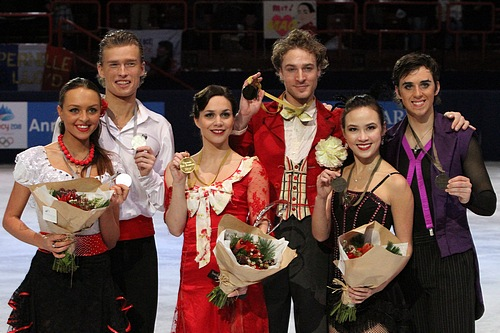
Pódio da competição de dança no gelo.

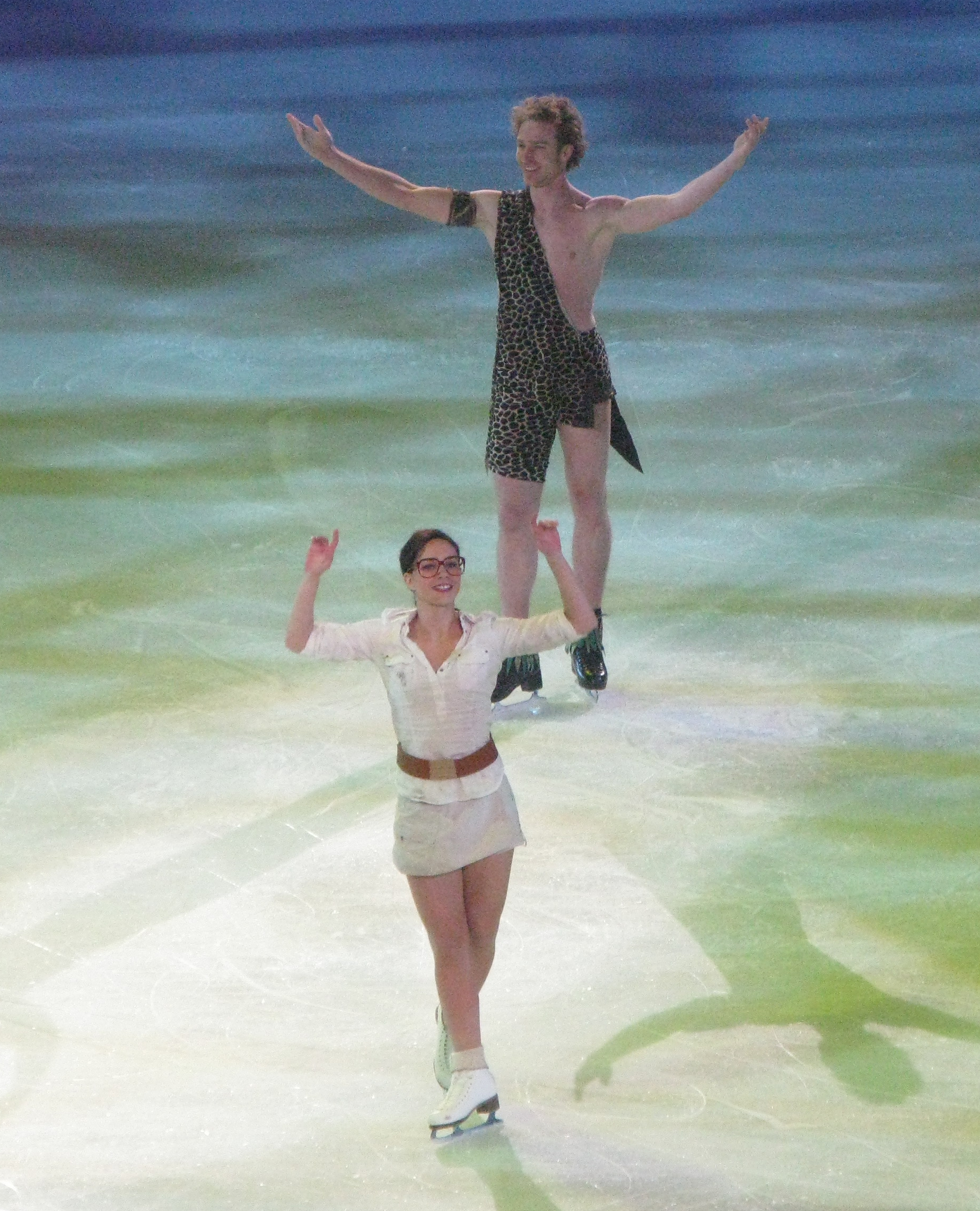
Péchalat & Bourzat in Bompard 2010.

| Pos.              | Nome                                 | Nacionalidade  | Pontos | PC        | PL        |
| ----------------- | ------------------------------------ | -------------- | ------ | --------- | --------- |
| Medalha de ouro   | Nathalie Péchalat / Fabian Bourzat   | França         | 161.82 | 65.48 (1) | 96.34 (1) |
| Medalha de prata  | Ekaterina Riazanova / Ilia Tkachenko | Rússia         | 146.79 | 60.81 (2) | 85.98 (2) |
| Medalha de bronze | Madison Chock / Greg Zuerlein        | Estados Unidos | 138.48 | 58.09 (3) | 80.39 (3) |
| 4                 | Pernelle Carron / Lloyd Jones        | França         | 126.94 | 53.36 (4) | 73.58 (4) |
| 5                 | Huang Xintong / Zheng Xun            | China          | 123.10 | 49.55 (7) | 73.55 (5) |
| 6                 | Kharis Ralph / Asher Hill            | Canadá         | 121.39 | 50.50 (6) | 70.89 (6) |
| 7                 | Isabella Cannuscio / Ian Lorello     | Estados Unidos | 116.60 | 52.19 (5) | 64.41 (7) |
| 8                 | Dora Turoczi / Balazs Major          | Hungria        | 104.03 | 41.27 (8) | 62.76 (8) |

## Quadro de medalhas
| Ordem | País           | Medalha de ouro | Medalha de prata | Medalha de bronze |    | Ordem por total |
| ----- | -------------- | --------------- | ---------------- | ----------------- | -- | --------------- |
| 1     | França         | 1               | 1                |                   | 2  | 2               |
| 2     | Rússia         | 1               |                  | 1                 | 2  | 2               |
| 3     | Finlândia      | 1               |                  |                   | 1  | 5               |
| 3     | Japão          | 1               |                  |                   | 1  | 5               |
| 5     | Coreia do Sul  |                 | 2                |                   | 2  | 2               |
| 6     | Estados Unidos |                 | 1                | 3                 | 4  | 1               |
| TOTAL | TOTAL          | 4               | 4                | 4                 | 12 | —               |